# Payal (Népal)
Payal (en népalais : पाइल) est un comité de développement villageois du Népal situé dans le district d'Achham. Au recensement de 2011, il comptait 4 994 habitants.